# Engrish

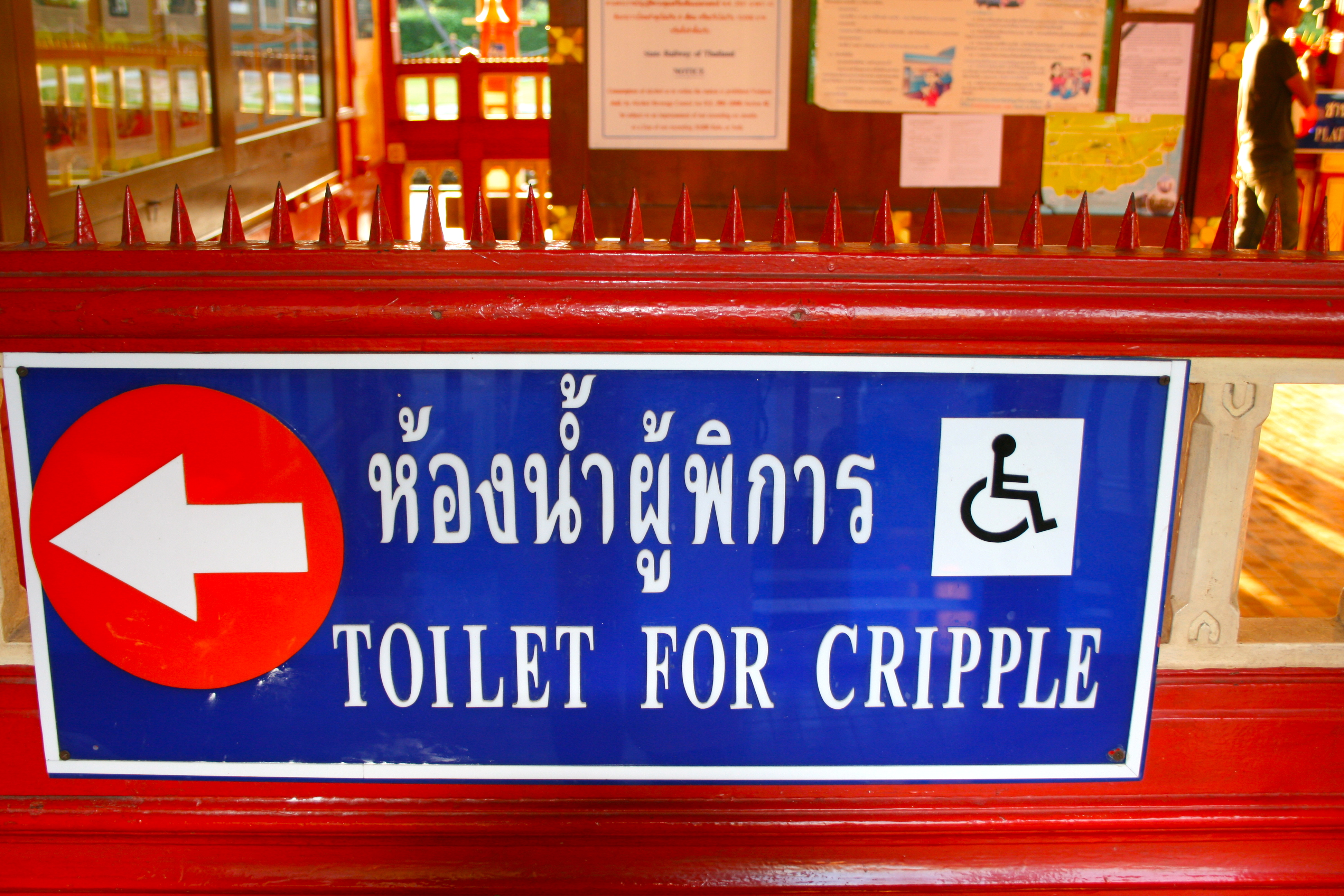
Una gaffe in puro stile engrish: la traduzione dice "bagno per storpio"

L'engrish è un gergo o lingua parlata e scritta di matrice inglese.
Si tratta di una forma elementare e semplificata dell'inglese, in uso presso popolazioni di lingue terze tra loro inintelligibili che la utilizzano come superlingua di comunicazione. In seguito si è sviluppata nella stessa modalità elementare la sua forma scritta che ricalca la sua genesi fonetica semplificata.
Questa lingua o gergo è spesso rudimentale e scorretta per le regole grammaticali ufficiali anglofone; è dotata di un vocabolario molto limitato, ma permette di comunicare frasi e concetti anche molto articolati tra popolazioni molto eterogenee e distanti tra loro, culturalmente e geograficamente.

## Etimologia
Il termine "engrish" inizialmente era utilizzato negli Stati Uniti ed in altri paesi di lingua inglese per indicare l'inglese scorretto, utilizzato in paesi asiatici soprattutto nella forma scritta, in cui è più facile rilevare errori, ma successivamente venne utilizzato anche per il parlato. Esempi di engrish sono spesso presenti in cartelli, istruzioni, manualistica o menu tradotti erroneamente o semplicisticamente, ma anche come scritte su t-shirt o pubblicità per il mercato interno di nazioni non anglofone.
Sono correlati a questa lingua o gergo alcuni pidgin come il Chinglish relativo alla lingua cinese, il Japlish (anche Janglish o Nippinglish) relativo al giapponese e lo Spanglish relativo alla lingua spagnola. L'engrish viene considerato e reputato dai parlanti di inglese britannico e nordamericano una deformazione volgare con connotati negativi.